# Quartieri alti
Pour plus de détails, voir Fiche technique et Distribution.
Quartieri alti (qui pourrait se traduire par « les hauts quartiers » ou « les beaux quartiers ») est un film italien réalisé par Mario Soldati et sorti en 1945.
Le tournage du film a été interrompu au bout d'à peine deux semaines à cause de la Seconde Guerre mondiale qui a éclaté. Il a repris en juin 1944 après la libération de Rome.

## Synopsis
Un jeune homme sans scrupules est entretenu par une riche dame mûre. Il tombe amoureux d'une étudiante et pour la conquérir, il engage deux acteurs pour les faire passer pour ses parents. La jeune fille découvre la tromperie. Lorsqu'il lui faut choisir, le jeune homme choisit un futur avec la jeune fille.

## Fiche technique
- Titre original : Quartieri alti
- Réalisation : Mario Soldati
- Scénario : Renato Castellani, Ercole Patti, Mario Soldati et Steno,
 d'après Le Rendez-vous de Senlis, pièce de théâtre de Jean Anouilh et Quartieri alti, roman d'Ercole Patti
- Musique : Giuseppe Rosati
- Direction artistique : directeur artistique
- Décors : Roberto Quintavalle
- Costumes :
- Photographie : Otello Martelli, Aldo Tonti
- Son :
- Montage : Gisa Radicchi Levi
- Production :
- Société(s) de production : Industrie Cinematografiche Italiane
- Société(s) de distribution : Industrie Cinematografiche Italiane
- Pays de production :  Royaume d'Italie
- Langue originale : italien
- Format : noir et blanc — 35 mm — 1,37:1 — son mono
- Genre : Comédie
- Durée : 82 minutes
- Dates de sortie :
  - Royaume d'Italie : juillet 1945

## Distribution
- Massimo Serato : Giorgio Zanetti
- Adriana Benetti : Isabella
- Nerio Bernardi : Emilio Buscaglione
- Enzo Biliotti : Febo Marcantoni
- Maria Melato (it) : Maria Letizia Bruneschi
- Vittorio Sanipoli : Roberto
- Jucci Kellerman : Barbara
- Gina Sammarco (it) : mère de Giorgio
- Giulio Stival : père de Giorgio
- Fanny Marchiò : donna Lina Rigotti
- Natalia Ray : Edmea
- Piero Pastore : Bottaccini, le footballeur